# モロクボ沢ノ頭
モロクボ沢ノ頭（もろくぼさわの あたま/かしら）は丹沢山地西部、神奈川県足柄上郡山北町と山梨県南都留郡道志村の境にある標高1,190mあまりの山である。漢字では諸窪沢ノ頭とも表記される。山名は神奈川県側を流れるモロクボ沢（中川川・白石沢の支流）に由来している。

## 概要
大室山から三国山へ伸びる甲相国境尾根の東部、畦ヶ丸の北側に位置する山で、山頂の南側（神奈川県側）は丹沢大山国定公園に指定されており、北側（山梨県側）は横浜市水道局の水源涵養林として保護・管理されている。山頂周辺は林床がササに覆われた樹林に囲まれており、展望はほとんどない。
山頂部は東西に伸びる甲相国境尾根の登山道と南東へ伸びる畦ヶ丸方面の登山道が交差する三差路となっており、いずれの登山道も東海自然歩道に指定されている。

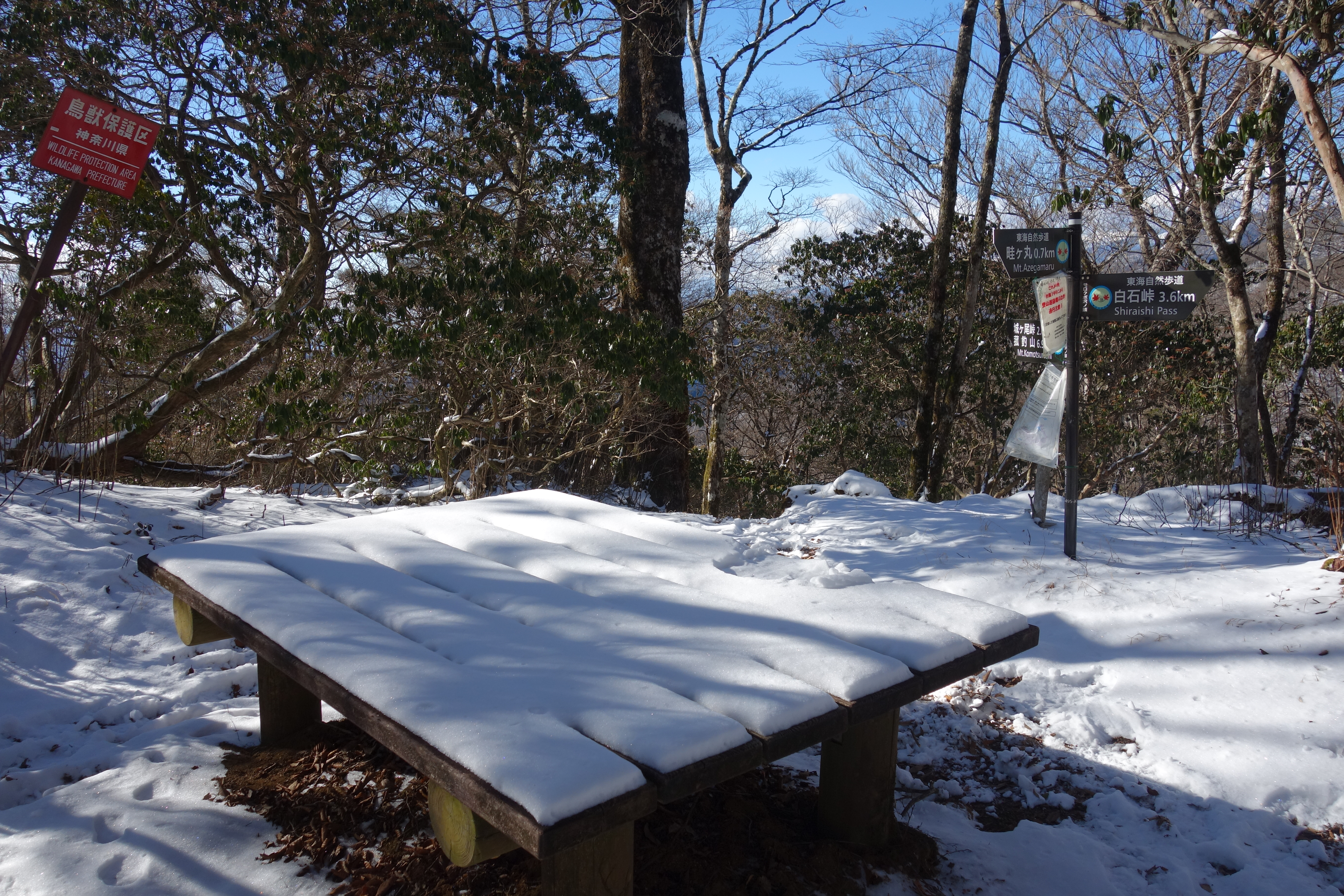
雪のモロクボ沢ノ頭